# Miguel de Barros
Miguel Marcos José de Barros (Bissau, 27 de junho de 1980) é um sociólogo guineense.
Graduou-se em sociologia  pelo Instituto Universitário de Lisboa, onde também se especializou em planeamento. Trabalhou em órgãos como o Instituto Nacional de Estudos e Pesquisa da Guiné-Bissau e o Núcleo de Estudos Transdisciplinares de Comunicação e Consciência da Universidade Federal do Rio de Janeiro. É membro do Conselho para o Desenvolvimento da Pesquisa em Ciências Sociais em África.
As suas investigações abordam temas como juventude, voluntariado, sociedade civil, meios de comunicação social, direitos humanos, segurança alimentar, migração humana, literatura e rap.
Diretor executivo da organização não governamental Tiniguena, dedicada à preservação do meio ambiente na Guiné-Bissau, fundou também a Corubal, cooperativa de divulgação de obras científicas e culturais no país. Foi eleito pela Confederação da Juventude da África Ocidental (CWAY) a personalidade mais influente do ano de 2018. Também recebeu o prémio humanitário Pan-Africano de Excelência em Pesquisa e Impacto Social.

## Obras
- 2014 - O Impacto do Voluntariado na Guiné-Bissau
- 2014 - Sociedade Civil, Soberania e Segurança Alimentar e Nutricional, com Carla Carvalho
- 2014 - A Sociedade Civil e o Estado na Guiné-Bissau: dinâmicas, desafios e perspetivas (org.) - U.E.-PAANE
- 2013 - A Participação das Mulheres na Política e na Tomada de Decisão na Guiné-Bissau: da consciência, perceção à prática política, com Odete Semedo - Uniogbis
- 2012 - Manual de Capacitação das Mulheres em Matéria de Participação Política com base no Género, com Odete Semedo - Uniogbis